# Huawei
Huawei Technologies Co., Ltd. (wymowaⓘ, chiń. 华为技术有限公司) – chiński producent elektroniki użytkowej, sprzętu telekomunikacyjnego, pojazdów elektrycznych, samochodów autonomicznych oraz sprzętu i rozwiązań informatycznych założony w 1987 roku, z siedzibą w Shenzhen.  
Od roku 2012 jest największym na świecie producentem urządzeń telekomunikacyjnych. Na 2024 rok, największym obszarem działalności Huawei jest telekomunikacja, a największym odbiorcą jest rząd chiński. Znak 华 (huá) oznacza zarówno „chiński”, jak i „znakomity, wspaniały”, natomiast 为 (wéi) oznacza „czyn, działanie” lub „osiągnięcie”, co razem daje „wspaniałe osiągnięcie” lub „Chiny potrafią”.

## Działalność
Założycielem oraz CEO przedsiębiorstwa jest Ren Zhengfei, były oficer Chińskiej Armii Ludowo-Wyzwoleńczej. Dyrektorem finansowym (CFO) jest jego córka Meng Wanzhou z jego małżeństwa z Meng Jun. Siedziba firmy znajduje się w Shenzhen, w prowincji Guangdong, w Chińskiej Republice Ludowej.
Przedsiębiorstwo posiada placówki badawcze na całym świecie, między innymi w Chinach, Francji, Indiach, Japonii, Niemczech, Rosji, Szwecji, USA oraz Wielkiej Brytanii. W 2017 roku 45% pracowników (80 tysięcy) pracowało nad badaniami i rozwojem.
Huawei powstał na fali postawienia na IT i telekomunikację w Chinach, w latach 80. Pierwsze produkty to centrale sterowane programowe. Firma założona w 1987, z kapitałem 21 tys. renminbi (obecnie ok. 11 551,30 PLN) Początkowo tworzono produkty przy pomocy inżynierii odwrotnej produktów innych krajów, stosowanej przez lokalnych inżynierów. Przy 5G to m.in. Huawei wyznaczał już standardy, za pomocą własnych, opracowanych technologii. Huawei zbudował w Chinach kampus (Ox Horn Campus), który ma kopie budynków i architektury z Europy – np. czeskiej. Kampus ma pomieścić 25 tys. pracowników.
W 2019 firma ogłosiła, że nie będzie kupować żadnych podzespołów od producentów ze Stanów Zjednoczonych. Niezależne firmy sprawdziły to w najnowszym wówczas smartfonie (Huawei Mate 30 Pro) i rzeczywiście nie było tam żadnego takiego podzespołu.
W wyniku działań USA i dodania Huawei na Entity List, Huawei nie może certyfikować swoich najnowszych telefonów. Nie zawierają one zatem Usług Google Play. Chiński koncern zainwestował w rozwój własnej platformy o nazwie Huawei Mobile Services, która obecna jest na najnowszych smartfonach. Nie przeszkodziło to firmie w osiągnięciu statusu największego producenta smartfonów na świecie, w kwietniu 2020.
W II kwartale 2020 roku Huawei był największym producentem smartfonów, z udziałem rynku wynoszącym 20,2%.

### W Polsce
W Polsce przedsiębiorstwo znane jest również za sprawą swoich modemów bezprzewodowych, wykorzystywanych przez wielu dostawców usług internetowych, między innymi T-Mobile, Plus, Orange oraz Play.
W Polsce, w roku 2013, przedsiębiorstwo zatrudniało ponad 500 osób.
8 stycznia 2019 roku dyrektor sprzedaży Huawei Polska Weijing W. został aresztowany pod zarzutem szpiegostwa na rzecz Chin. W wydanym oświadczeniu nie przyznał się do winy. W związku z zatrzymaniem zwolniono go z zajmowanego stanowiska.
W 2020 roku Huawei posiadał 16,1% udziału w rynku smartfonów w Polsce.

## Huawei w motoryzacji
Na początku trzeciej dekady XXI wieku Huawei, podobnie jak konkurencyjne Xiaomi, rozpoczęło angażować się w przedsięwzięcia prężnie rozwijającej się w Chinach branży samochodów elektrycznych, nawiązując współprace z różnymi konkurencyjnymi między sobą lokalnymi koncernami. W 2020 roku rozpoczęła się sprzedaż crossovera Arcfox Alpha-T wyposażonego w system operacyjny HarmonyOS i podzespoły od podstaw opracowane przez Huawei, z kolei w kwietniu 2021 firma nawiązała współpracę z chińsko-amerykańskim przedsiębiorstwem Seres. Na jego mocy oprogramowanie i inne podzespoły techniczne zasiliły zmodernizowany wariant dużego hybrydowego SUV-a Seres SF5, którego sprzedaż została uruchomiona w największych salonach sprzedaży Huawei w Chinach.
W listopadzie 2021 zainaugurowana została działalność nowej marki zaawansowanych technologicznie samochodów elektrycznych Avatr Technology, która powstała w ramach współpracy typu joint-venture między Huawei, a gigantem branży motoryzacyjnej Changan Automobile oraz wytwórcą baterii do samochodów elektrycznych CATL. Miesiąc później Huawei ogłosiło kolejny projekt motoryzacyjny, tym razem będący rezultatem prowadzonej już współpracy z właścicielem firmy Seres, Sokon Group. W grudniu 2021 ogłoszono powstanie nowej marki Aito wraz z jej pierwszym samochodem - hybrydowym SUV-em Aito M5 wyposażonym w rozwiązania techniczne i system nagłośnieniowy Huawei. W 2022 Huawei poszerzyło swoją współpracę z Changanenm, będąc współodpowiedzialnym za wdrożenie na rynek kolejnej marki samochodów elektrycznych Deepal. Kolejne zacieśnienie kooperacji z Changanem przypięczętowano w styczniu 2024, formując joint-venture Newcool skoncentrowane na rozwoju inteligentnej technologii i oprogramowania do samochodów.

### Harmony Intelligent Mobility Alliance

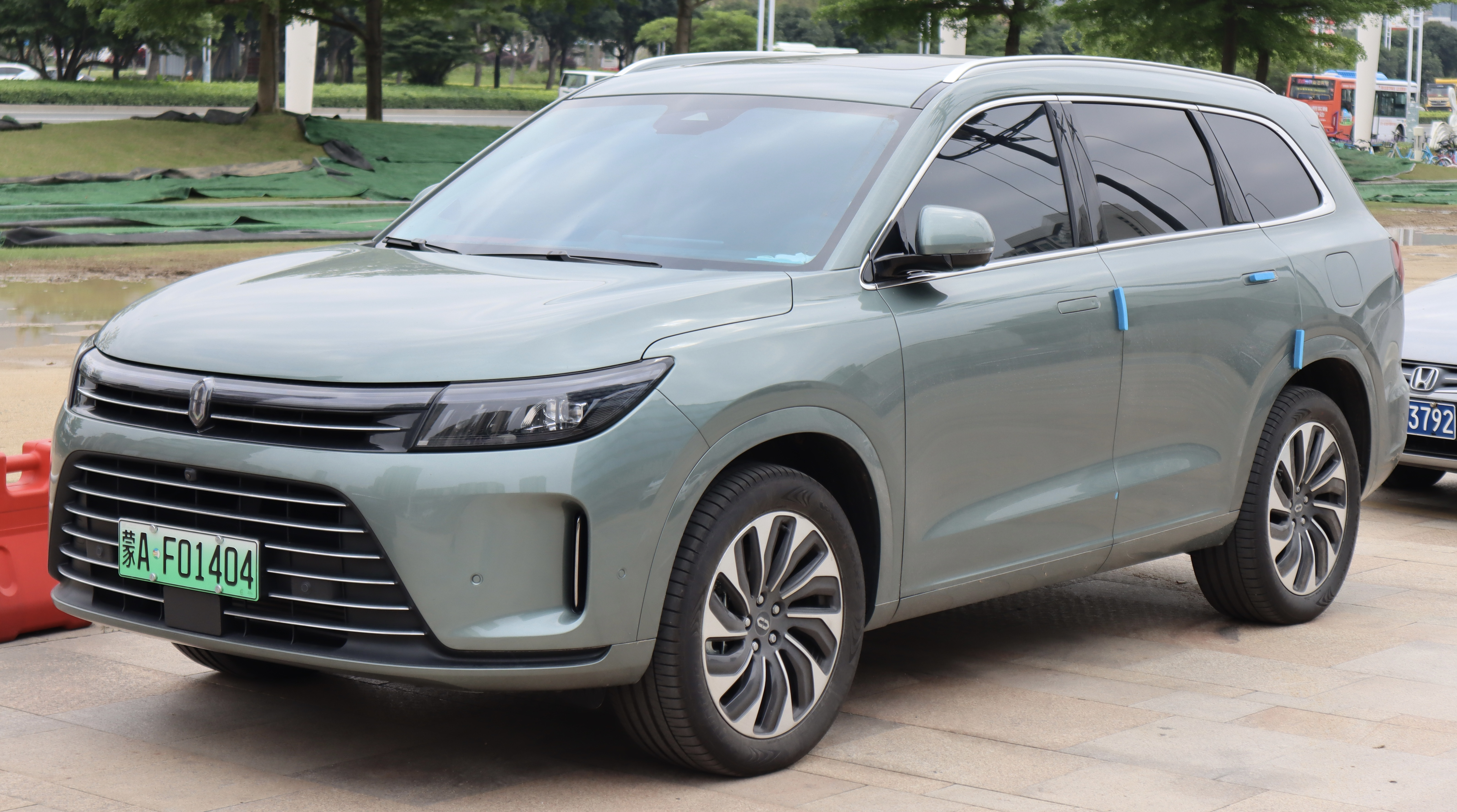
Aito M7

W czerwcu 2023 Huawei zwiększyło swoje zaangażowanie w chińską branżę motoryzacyjną, decydując się na odkupienie drugiej połowy udziałów w firmie Aito Auto i stając się jedynym właścicielem tej firmy, pozostając we współpracy technologicznej z Seres Group. W drugiej połowie 2023 roku koncern nawiązał z kolei współpracę z jeszcze innym chińskim potentatem branży motoryzacyjnej, tym razem przy okazji utworzenia swojej drugiej marki Luxeed. Przypieczętowaniem tych ruchów było ogłoszenie w listopadzie 2023 powstania motoryzacyjnego oddziału Huawei o nazwie Harmony Intelligent Mobility Alliance, w której skład weszło Aito i Luxeed, trafiając do sprzedaży wspólnie w wybranych salonach sprzedaży produktów Huawei w Chinach. Firma wyraziła otwartość na współpracę z różnymi chińskimi koncernami motoryzaycjnymi w celu rozwolu nowoczesnych samochodów elektrycznych.

## Chipy AI
W listopadzie 2024 roku Huawei ogłosiło plany rozpoczęcia masowej produkcji zaawansowanych układów sztucznej inteligencji w pierwszym kwartale 2025. Produkcją układów o nazwie Ascend 910C zajmuje się chiński producent układów scalonych Semiconductor Manufacturing International Corporation. Układy Huawei Ascend opierają się na ekosystemie Huawei Compute Architecture for Neural Networks (CANN), który jest konkurentem ekosystemu CUDA od Nvidii.